# Aandelenrendement
Het gerealiseerde aandelenrendement ook wel total shareholders return (TSR) genoemd wordt als volgt berekend:

{\displaystyle Aandelenrendement~=~{\frac {Ontvangen~dividend~+/-~Koersresultaat~~(Teller)}{Aankoopkoers~van~het~aandeel~~(Noemer)}}}

Met ontvangen dividend wordt het totaal aan dividend uitgekeerde bedrag van een bepaald boekjaar bedoeld. Dus interimdividend plus het dividendbedrag dat na winstverdeling wordt uitbetaald. In de teller dienen in rekening gebrachte kosten en/of belasting, bijvoorbeeld dividendbelasting te worden afgetrokken. In de noemer dienen in rekening gebrachte kosten (denk aan bijvoorbeeld transactiekosten) te worden bijgeteld.